# Явление (фильм, 2012)
«Явление» (англ. The Apparition) — американский фильм ужасов 2012 года режиссёра Тодда Линкольна.
Мировая премьера состоялась 23 августа 2012 года, в России — 30 августа 2012.
Слоган фильма: «Once you believe you die» (с англ. — «Поверишь — умрёшь»).

## Сюжет
Группа студентов (Бен, его девушка Лидия и их друг Патрик) решает проверить теорию, согласно которой духи живут, если в них поверить. Эксперимент заканчивается «удачно» — призрак вырывается на свободу и забирает Лидию (Джулианна Гилл), фактически затаскивая её в сплошную стену.
Прошло несколько лет, Бен (Себастиан Стэн) теперь строит отношения с Келли (Эшли Грин), которая ничего не знает об этом событии. Они поселяются в новом доме, оставленном им её родителями. В скором времени в доме начинают происходить необъяснимые вещи — погибают цветы, повсюду появляется чёрная плесень, сами собой открываются двери, без видимых причин умирает забежавшая в ванную соседская собака, в гардеробе оказываются изогнуты (но не сломаны) деревянные вешалки с одеждой… Келли узнает правду о прошлом Бена и подозревает, что теперь призрак преследует их.
Бен объясняет ей, что это в прошлом. Однако, они узнают, что ещё один участник эксперимента, Патрик (Том Фелтон), продолжает со своими друзьями опыты с духами, и во время повторного сеанса он хотел избавиться от духа, но вместо этого открыл «врата» ещё шире, впустив множество злых сущностей в их мир. Тогда, напуганные, они обращаются к нему за помощью, и вместе они пытаются изгнать сущность, поселившуюся в их доме, обратно и закрыть «врата». При этом Келли чуть не становится жертвой призрака, запершего её в кладовке: откуда-то из-за стиральной машины к ней ползёт женская фигура в грязной серой робе, с длинными чёрными волосами и с лицом, похожим на лицо самой Келли. В последний момент Бен и Патрик выбивают дверь и выпускают девушку.
Эксперимент проходит, на первый взгляд, удачно: следующие два дня проходят «безо всякой жути», как выражается Келли. Они с Беном ремонтируют дом, пострадавший во время сеанса.
Патрик рассказывает им, что создал в своём доме некое подобие убежища, через которое сущности не могут проникнуть, оставляет им свой адрес и решает выпить на дорогу бутылку пива на кухне.
В это время Бен и Келли выбрасывают мусор; внезапно дверь, ведущая в гараж, распахивается позади Патрика, и его затягивает во мрак невидимая сила. Молодой человек хватается руками за косяки двери, но не может удержаться, после чего из темноты вылетает и переворачивается стул, а дверь мягко захлопывается.
Бен и Келли возвращаются на кухню и видят перевёрнутый стул и разлитое пиво. Бен бежит на второй этаж искать Патрика, а Келли заглядывает в гараж. Помещение выглядит весьма странно: стены, мебель и машина покрыты слоем пыли и плесени. Келли в ужасе возвращается обратно и видит, что весь дом начал меняться — часть мебели слилась воедино. Часть дивана торчит прямо из лестницы, работающий телевизор наполовину вмурован в стену. Бен с трудом спускается по перекошенной лестнице, и вместе они выбегают на улицу. 

На второй машине они едут прочь из дома в надежде укрыться в убежище, которое соорудил Патрик. В его доме они действительно обнаруживают в одной из комнат сваренную из стальных прутьев большую клетку с аппаратурой внутри. Бен и Келли заходят внутрь и запирают клетку изнутри. Здесь находится раскладушка, запасы воды и рабочий стол Патрика с научными приборами и механизмами. Несколько раз мигает, а затем на секунду гаснет свет. Когда он загорается вновь, Келли, сидя на раскладушке, поворачивается к Бену, спрашивая его о том, долго ли им тут находиться, и умолкает на полуслове: Бен исчез, хотя клетка осталась закрытой. Его крики раздаются из шкафа. Келли понимает, что убежище не может сдержать сущностей, открывает шкаф и видит Бена, наполовину затянутого в стенку шкафа. Бен мёртв, но на глазах у Келли его рот неестественно растягивается, и девушка в страхе выбегает на улицу, где видит, как их машину на её глазах засасывает в твёрдую землю, как в болото. Келли убегает в лес, где сталкивается с призраком.
Наступает рассвет. Девушка выходит к супермаркету, где недавно покупала палатку вместе с Беном. Супермаркет ещё не открылся, поэтому здесь никого нет. Келли заползает в одну из туристических палаток, выставленных на продажу, и закрывается внутри. Через несколько секунд ей на плечи ложатся руки с мертвенного цвета кожей. Девушка обречённо смотрит перед собой и даже не сопротивляется, а только сдавленно всхлипывает от страха. Из-за её спины появляется ещё несколько рук, одна держит её за шею, а другая закрывает рот, после чего экран становится чёрным, и в темноте слышен невнятный глотающий звук.

## В ролях
- Эшли Грин — Келли
- Себастиан Стэн — Бен
- Том Фелтон — Патрик
- Джулианна Гилл — Лидия
- Рик Гомес[англ.] — Майк
- Люк Паскуалино — Грег
- Сюзанн Форд[англ.] — миссис Хенли

## Съёмки
Съёмки фильма начались в Берлине 1 февраля 2010 года и закончились в США 8 апреля.

## Интересные факты
- Призрак, встреченный Келли в кладовке, поразительно похож на призрака из фильма Проклятие.